# Liste der Nummer-eins-Hits in Mexiko (2005)
| Singles |
| --- |
| - Juanes – Nada valgo sin tu amor - 6 Wochen (19. Dezember 2004 – 12. Februar 2005, insgesamt 13 Wochen) - Juanes – Volverte a ver - 11 Wochen (13. Februar – 23. April) - Juanes – La camisa negra - 3 Wochen (24. April – 14. Mai) - Shakira feat. Alejandro Sanz – La tortura - 20 Wochen (15. Mai – 1. Oktober) - Shakira – No - 11 Wochen (2. Oktober – 17. Dezember) - Madonna – Hung Up - 7 Wochen (18. Dezember 2005 – 11. Februar 2006) |